# Pinocchio 3000
Pinocchio 3000 ist ein französisch-kanadisch-spanischer Animationsfilm, der von Christal Films, CinéGroupe und Anima Kids produziert wird. Es erzählt die Geschichte der Pinocchio-Puppe in einem futuristischen Ambiente in der Stadt Scamboville im Jahr 3000.

## Handlung
Wissenschaftler und Forscher Gepetto entwickelt einen hochintelligenten Roboterjungen namens Pinocchio, der sowohl denken kann als auch mit Fantasie und Gefühl ausgestattet wurde. In ihm sieht Bürgermeister Scamboli die Chance, alle Kinder seiner Stadt in Roboter zu verwandeln. Doch Pinocchio erkennt schnell die bösen Absichten Scambollis und stellt sich ihm mit aller Macht in den Weg.

## Produktion und Veröffentlichung
Der Film entstand nach eine Drehbuch von Claude Scasso und unter der Regie von Daniel Robichaud. Die Produktion entstand bei den Unternehmen Anima Kids, CinéGroupe und Filmax, verantwortlicher Produzent war Louis Duquet. Die künstlerische Leitung lag bei Nicolas Lebessis und François-Emmanuel Porché und für den Schnitt war Claudette Duff verantwortlich. Die Musik komponierte James Gelfand.
Seine Premiere feierte der Film am 9. Juli 2004 in Spanien. Es folgten Veröffentlichungen unter anderem in Russland, Großbritannien, Frankreich, Thailand, den USA, Kanada, Italien und Japan. Die deutsche Fassung wurde zunächst am 1. April 2006 vom Disney Channel gezeigt, ein Jahr später dann vom Ki.Ka im Free-TV. Im Februar 2008 folgte bei Polyband & Toppic Video eine Veröffentlichung auf DVD. 

## Synchronsprecher
Die deutsche Synchronfassung entstand bei Elektrofilm in Berlin unter der Regie und nach dem Dialogbuch von Henning Stegelmann.
| Rolle     | Englischer Sprecher | Deutscher Sprecher |
| --------- | ------------------- | ------------------ |
| Pinocchio | Sonja Ball          | Christian Zeiger   |
| Geppetto  | Howard Ryshpan      | Eberhard Prüter    |
| Spencer   | Howie Mandel        | Wolfgang Ziffer    |
| Cyberina  | Whoopi Goldberg     | Liane Rudolph      |
| Marlene   | Helena Evangeliou   |                    |
| Scamboli  | Malcolm McDowell    | Wolfgang Condrus   |
| Cab       | Matt Holland        |                    |
| Rodo      | Jack Daniel Wells   |                    |
| Zack      | Bobby Edner         |                    |
| Cynthia   | Gabrielle Elfassy   | Jamie Lee Blank    |
| Haus      | Ellen David         |                    |
| Scambocop | Terrence Scammell   |                    |